# Zoloti Vorota
Zoloti Vorota (in ucraino Золоті ворота?, ) è una stazione della linea Syrec'ko-Pečers'ka, la linea 3 della metropolitana di Kiev. La stazione prende il nome dalla Porta d'Oro di Kiev.
La stazione è stata aperta come parte del primo segmento della linea Syrec'ko-Pečers'ka il 31 dicembre 1989. Serve come stazione di trasferimento alla stazione Teatral'na della linea Svjatošyns'ko-Brovars'ka.